# Notogomphus speciosus
Notogomphus speciosus är en trollsländeart som först beskrevs av Sjöstedt 1909.  Notogomphus speciosus ingår i släktet Notogomphus och familjen flodtrollsländor. Inga underarter finns listade i Catalogue of Life.